# Тарасково (Польща)
Тарасково (пол. Taraskowo) — село в Польщі, у гміні Пйонтниця Ломжинського повіту Підляського воєводства.
Населення — 154 особи (2011).
У 1975-1998 роках село належало до Ломжинського воєводства.

## Демографія
Демографічна структура станом на 31 березня 2011 року:
|          | Загалом | Допрацездатний вік | Працездатний вік | Постпрацездатний вік |
| -------- | ------- | ------------------ | ---------------- | -------------------- |
| Чоловіки | 82      | 16                 | 55               | 11                   |
| Жінки    | 72      | 14                 | 41               | 17                   |
| Разом    | 154     | 30                 | 96               | 28                   |